# Samael (banda)
Samael é uma banda suíça de industrial black metal formada em 1987. É um dos primeiros grupos de black metal e um dos inovadores no post-black metal.

## Integrantes

### Actuais
- Vorph – vocal, guitarra (1987-presente)
- Xytras – Teclados, bateria, percussão (1988-presente)
- Makro – guitarra (2002-presente)
- Drop - baixo (2014-presente)

### Ex-membros
- Pat Charvet - bateria (1987-1988)
- Mas (Christophe Mermod) – baixo (1991-2015)
- Rodolphe H. - teclado  (1993-1996)
- Kaos - guitarra  (1996-2002)

## Discografia
Álbuns de estúdio
- Worship Him (1991)
- Blood Ritual (1992)
- Ceremony of Opposites (1994)
- Passage (1996)
- Eternal (1999)
- Reign of Light (2004)
- Era One (2006)
- Solar Soul (2007)
- Above (2009)
- Lux Mundi  (2011)
- Hegemony  (2017)

EPs
- Medieval Prophecy (1987)
- Rebellion (1995)
- Exodus (1998)
- Telepath (2004)
- On Earth (2005)
- Antigod (2010)

Coletâneas
- 1987-1992 (1995)
- Aeonics - An Anthology (2007)

Vídeos
- Black Trip (DVD, 2003)